# استان طولکرم
استان طولکرم (به عربی: محافظة طولکرم) یکی از استان‌های فلسطین است که در شمال کرانه باختری قرار دارد و توسط تشکیلات خودگردان فلسطین اداره می‌شود. جمعیت آن در سال ۲۰۱۷ میلادی برابر ۱۵۸٬۲۱۳ نفر بوده است. مرکز این استان، شهر طولکرم است.